# Takoba
Takoba (anche takuba o takouba) è la spada utilizzata in tutto il Sahel occidentale e tra gruppi etnici come i tuareg, gli hausa e i fulani. Di solito misura circa un metro di lunghezza. Le lame Takoba sono dritte e a doppio taglio con una pronunciata rastremazione dalla guardia verso la punta. Possono presentare diverse caratteristiche degne di nota, fra cui tre o più scanalature più piene rettificate a mano e una punta arrotondata.

## Descrizione
Il Takouba ha:
- lama dritta a doppio taglio che si assottiglia leggermente verso la punta;
- poiché i tuareg hanno un'avversione al contatto con il ferro, l'elsa del takoba, come molti strumenti di ferro, è completamente coperta. Tipicamente la guardia (a croce) è di lamiera di ferro, o legno con telaio in ferro, rivestito in cuoio lavorato, e occasionalmente rivestito in ottone o argento. L'impugnatura è spesso rivestita di pelle ma il pomo, conico, è sempre di metallo, spesso ottone o rame, talvolta ferro o argento.[2] In alternativa, l'intera elsa può essere rivestita in guaina di ottone o argento;
- il fodero è realizzato in pelle elaborata e segue la forma della lama, a volte con punta allargata.

Un takouba finito era il risultato del lavoro di molte mani: le lame di solito provengono dall'Europa; foderi e agganci erano di produzione indigena. Sono state notate variazioni geografiche nella forma dell'elsa ma non è stata stabilita una tipologia rigorosa. Le variazioni nella qualità della lama e delle montature probabilmente riflettono solo la ricchezza dei proprietari.
Il takouba è simile al Kaskara del Sudan. Il Kaskara si differenzia per la lama, che di solito si assottiglia solo in punta, i quillon più sottili e il fodero che si allarga notevolmente in punta.
Come con la maggior parte degli oggetti artigianali usati dai Tuareg, i takoba sono realizzati dalla casta inăḍăn, i fabbri o artigiani, d'etnia diversa dagli imúšaɣ e parlanti il Ténet, una lingua segreta. Gli imúšaɣ credono che gli inăḍăn abbiano poteri magici che alcuni teorizzano essere associati al loro ruolo ancestrale di fabbri ed all'avversione imúšaɣ sia per la lavorazione dei metalli sia per il contatto con il ferro.

## Storia
In origine, il takouba fu arma prettamente Tuareg, diffusa quindi nelle loro zone (Mali, Algeria, Niger e Libia). L'arma si è diffusa anche nella regione del Sudan centrale, in particolare nel nord della Nigeria e nelle regioni limitrofe. La spada fu utilizzata anche nell'Impero di Kanem-Bornu e nel Regno di Baguirmi fino al Ciad. I takouba si trovano anche tra gli Hausa, i Fulani, i Nupe e altri gruppi etnici vicini.
Causa la guardia a crociera simile a quella delle spade europee medievali, nel XIX secolo gli esploratori europei attivi in Africa attribuirono l'origine del takoba ad un'influenza delle armi dei crociati. Sebbene però i crociati fossero attivi in Egitto e Tunisi (v.si Settima e Ottava crociata), non ci sono prove di alcun uso di spade europee al di fuori dell'Egitto. È più probabile che le spade nordafricane diritte discendano dalla spada araba primitiva, il Saif: un'arma a lama diritta poiché la forma curva della scimitarra, semplicisticamente associata alle spade mediorientali, non si diffuse capillarmente nell'areale musulmano prima del XV secolo a seguito dell'egemonia di Ottomani e Mamelucchi di stirpe turca. Gli Arabi hanno attraversato il Sahara già a metà dell'VIII secolo e potrebbero aver influenzato i fabbri locali. L'ipotesi è ulteriormente supportata dalle similitudini tra il takoba e la kaskara, arma di nota derivazione diretta dalle spade arabe a lama diritta.
Fu poi sempre nel XV secolo che le lame europee arrivarono in Africa attraverso i porti del Mediterraneo o dell'Atlantico. In primo luogo, i Portoghesi stabilirono stazioni commerciali in Mauritania (v.si Impero portoghese). Le lame europee probabilmente non furono utilizzate per costruire spade nordafricane diritte fino al XVI secolo, quando l'importazione di lame dalla Spagna, dall'Italia e dalla Germania aumentò notevolmente. Else e foderi furono invece realizzati in centri commerciali e artigianali come Kano (Nigeria). Furono anche forgiate lame "locali", alcune con accessori europei forgiati, il che rende difficile classificarle con precisione.
Si discute molto sul fatto che il takoba fosse usato solo dagli Imajaghan, i nobili, o se potesse essere portato dagli Imghad, i "vassalli".

Il takouba è indossato all'altezza della vita, il fodero assicurato ad una bandoliera di lana. I Tuareg usavano la spada insieme a uno scudo e l'altra loro arma tradizionale era la lancia. Mantennero in uso le armi tradizionali fino al 1914 circa ma i disordini della prima guerra mondiale durante il periodo coloniale italiano richiesero una ristrutturazione degli armamenti per includere armi da fuoco moderne. I Takouba si vedono raramente nella vita di tutti i giorni ma rimangono comunque beni preziosi e vengono indossati come armi di prestigio in occasione di festival come le corse di cammelli.